# Отто Вільгельм Томе
О́тто Ві́льгельм Томе́ (нім. Otto Wilhelm Thomé, 1840, Кельн, Німеччина — 1925) — німецький ботанік і ботанічний художник-ілюстратор.
Відомий своєю збіркою ботанічних ілюстрацій «Flora von Deutschland, Österreich und der Schweiz in Wort und Bild für Schule und Haus» (Флора Німеччини, Австрії і Швейцарії в розповідях і образах для школи і удома). Перше видання, в 4 томах з 572 ілюстраціями, вийшло в 1885 році в Гері, Німеччина. Подальші 8 томів було додано до серії Вальтером Мігулою (нім. Walter Migula) з повторним виданням в 1903 році.
Зразки ілюстрацій Отто Томе з книги «Флора Германии»:

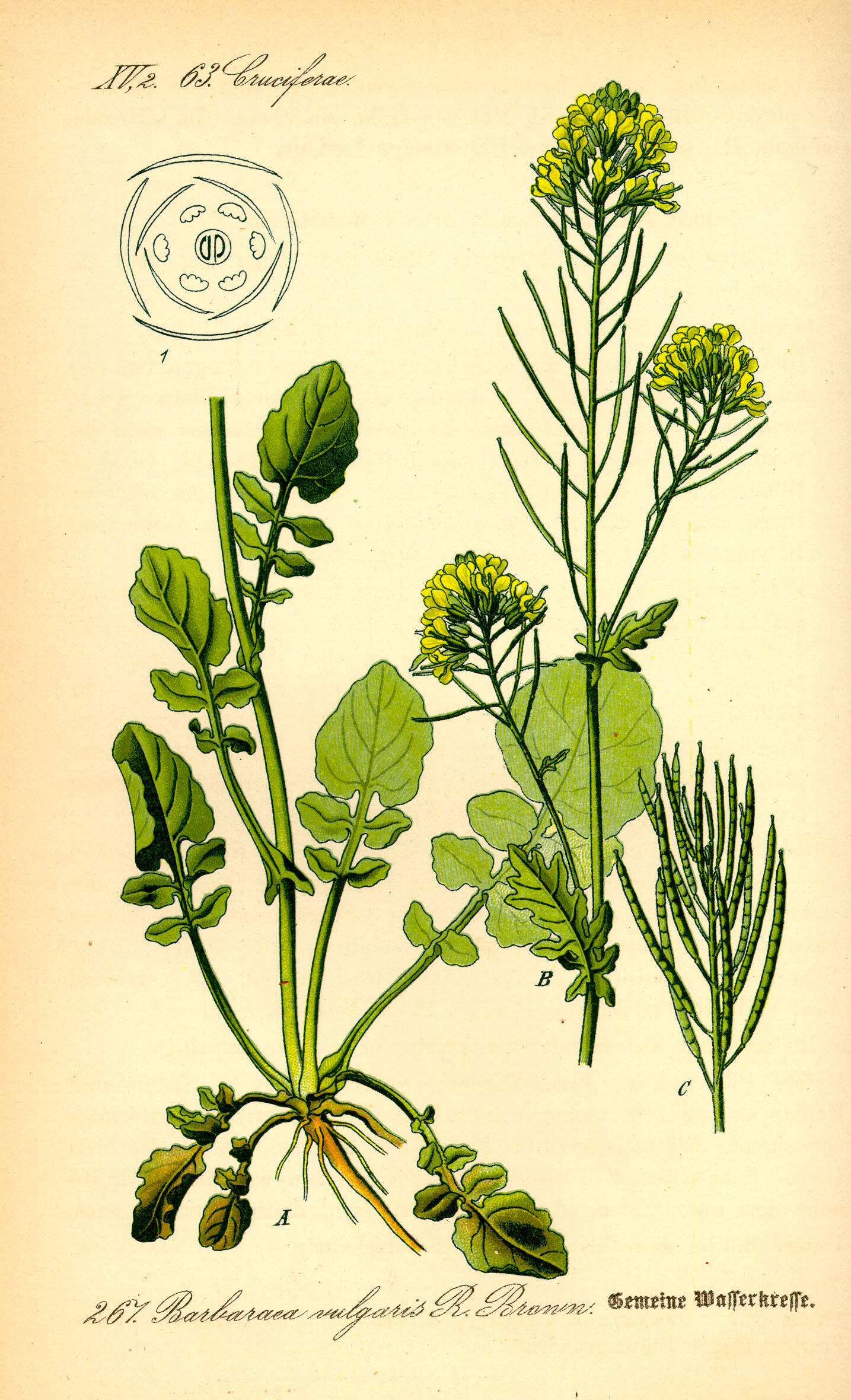
Barbaréa vulgáris
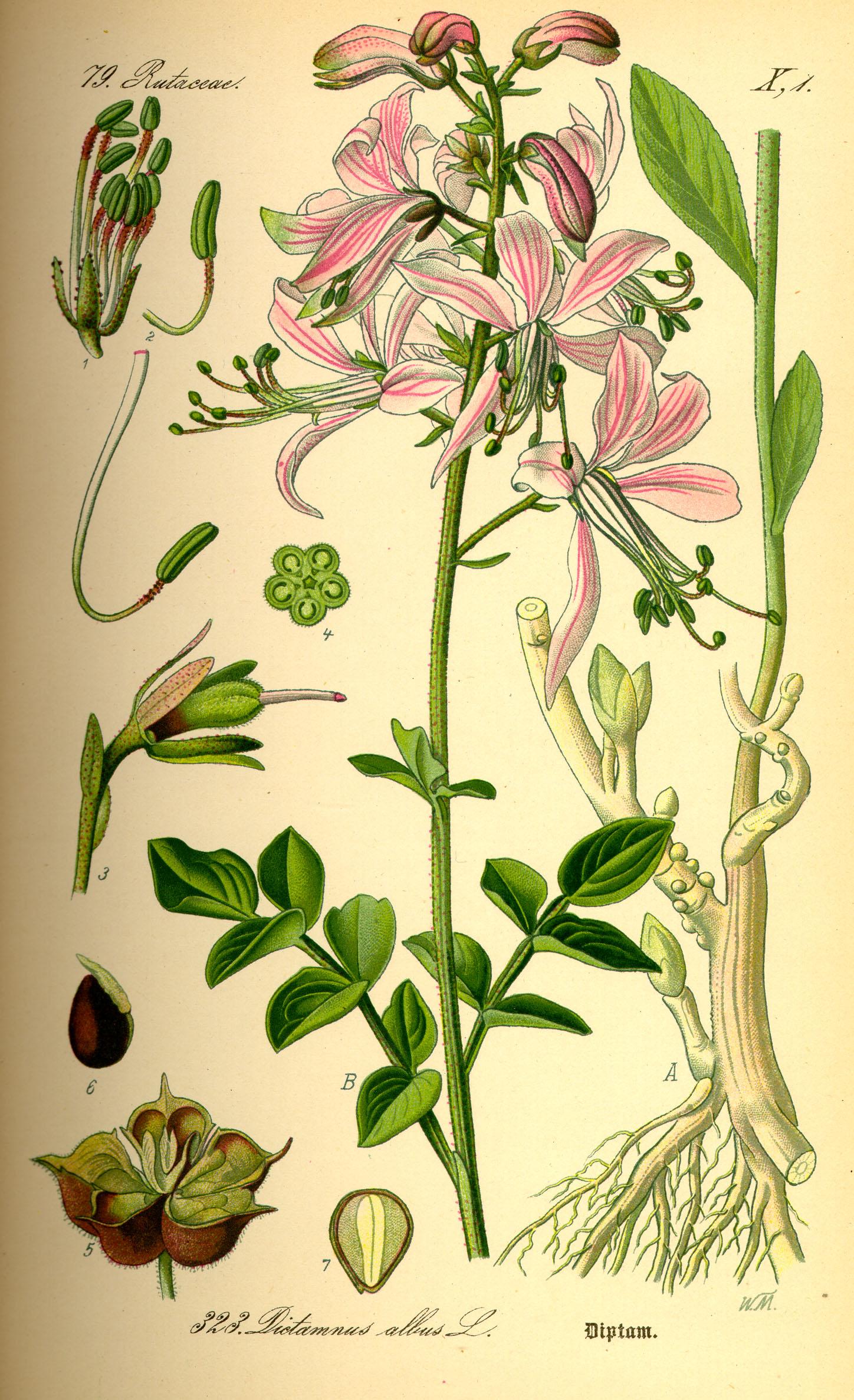
Dictamnus albus
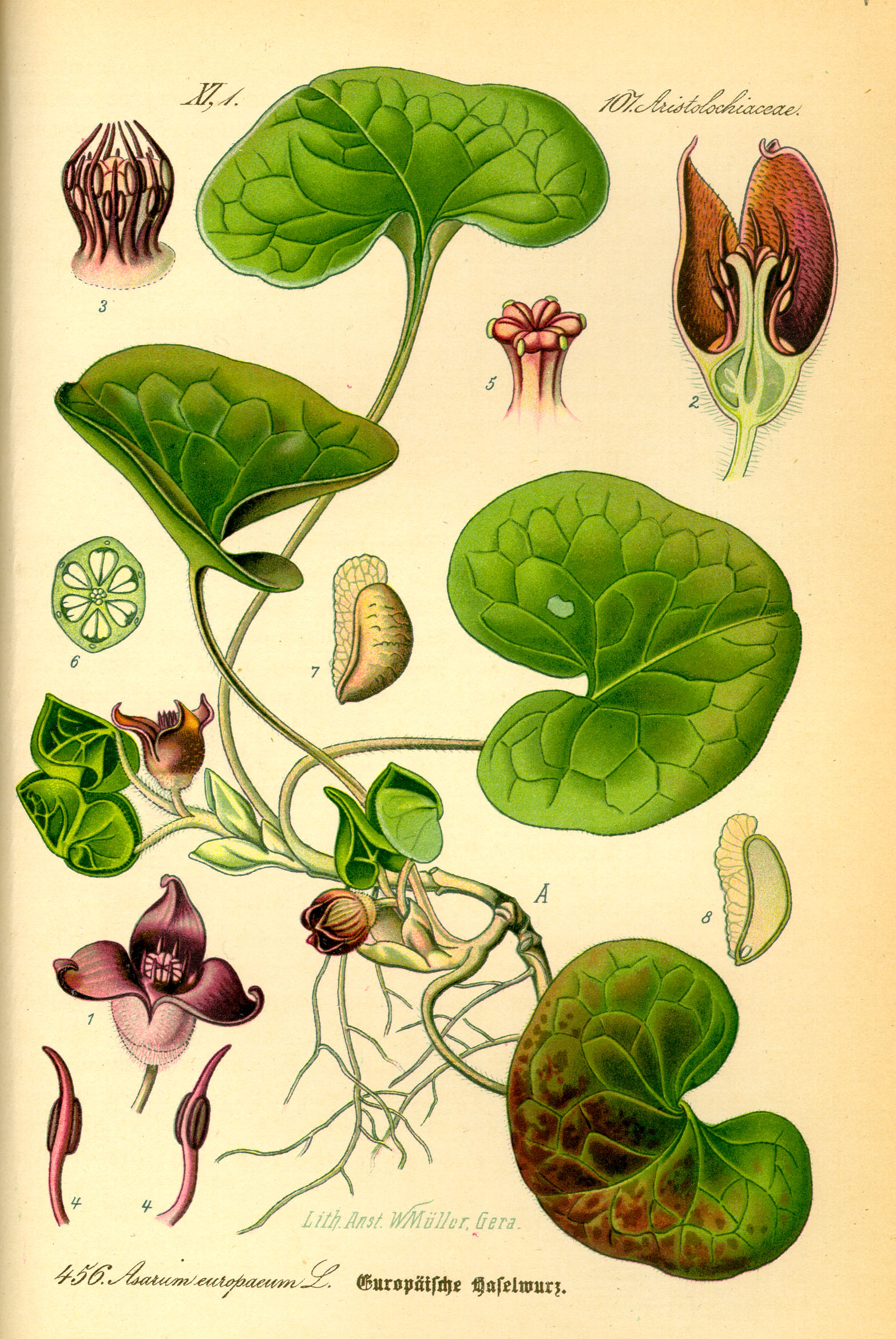
Asarum europaeum L.
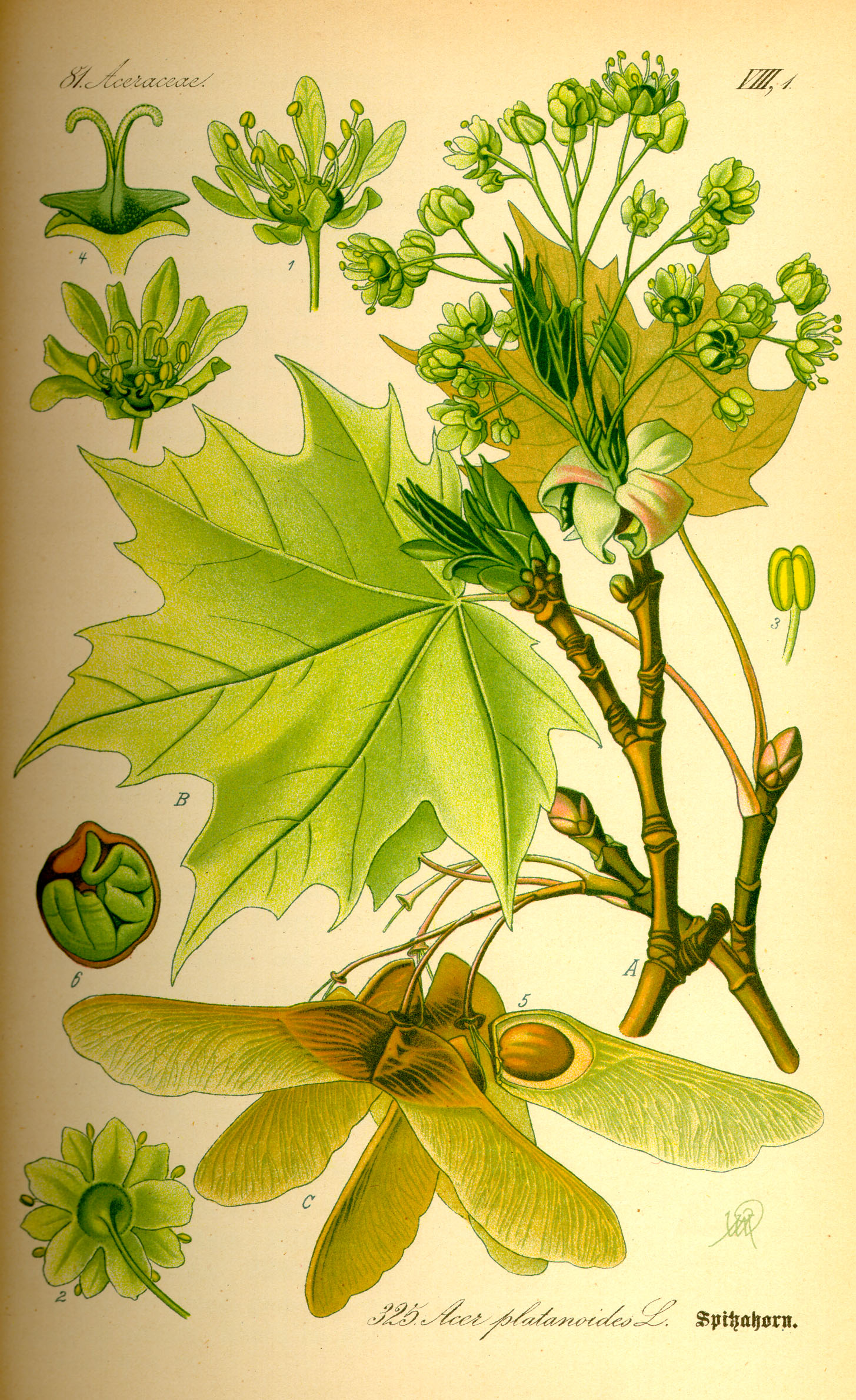
Acer platanoides
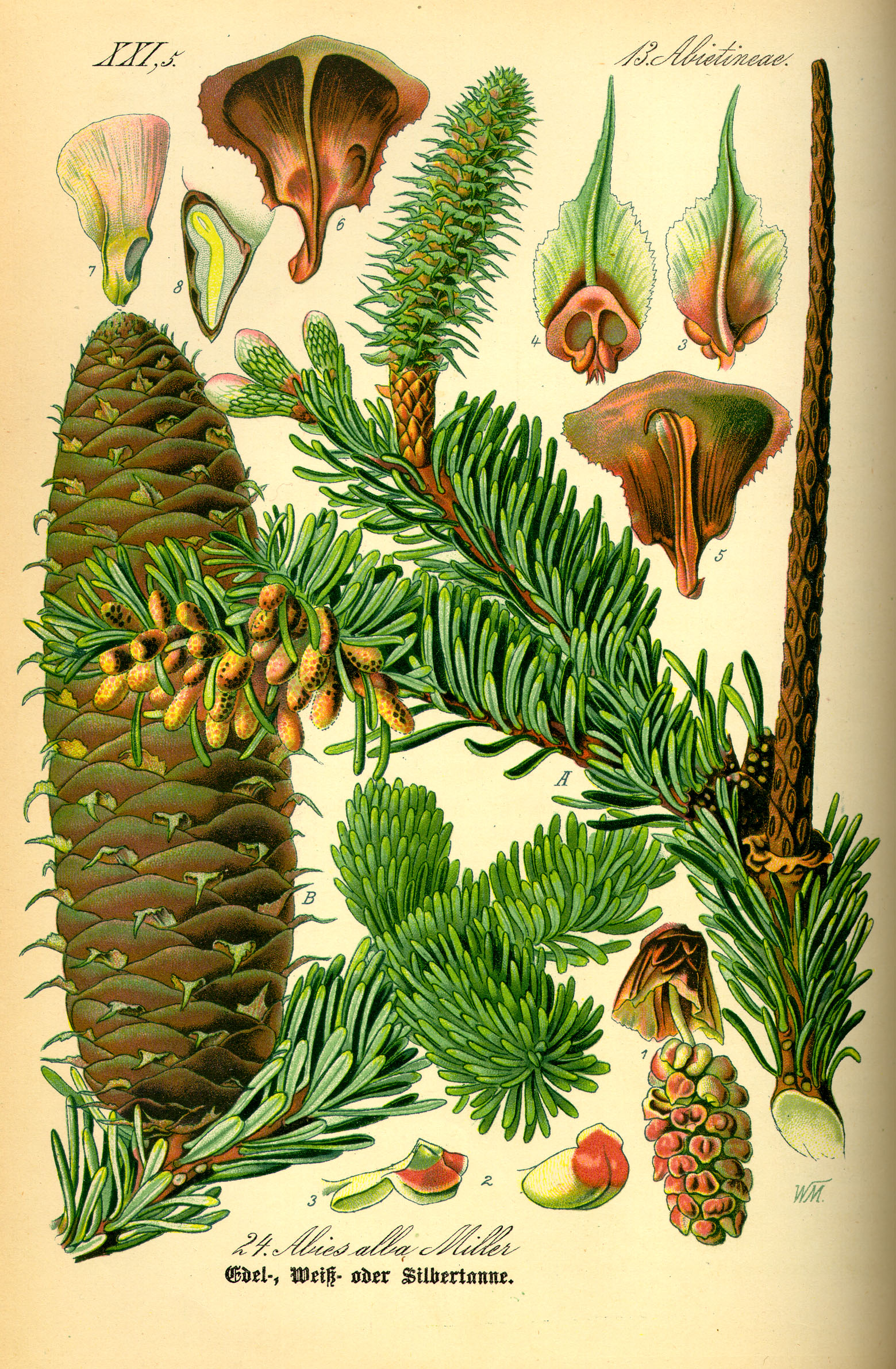
Abies alba Mill.
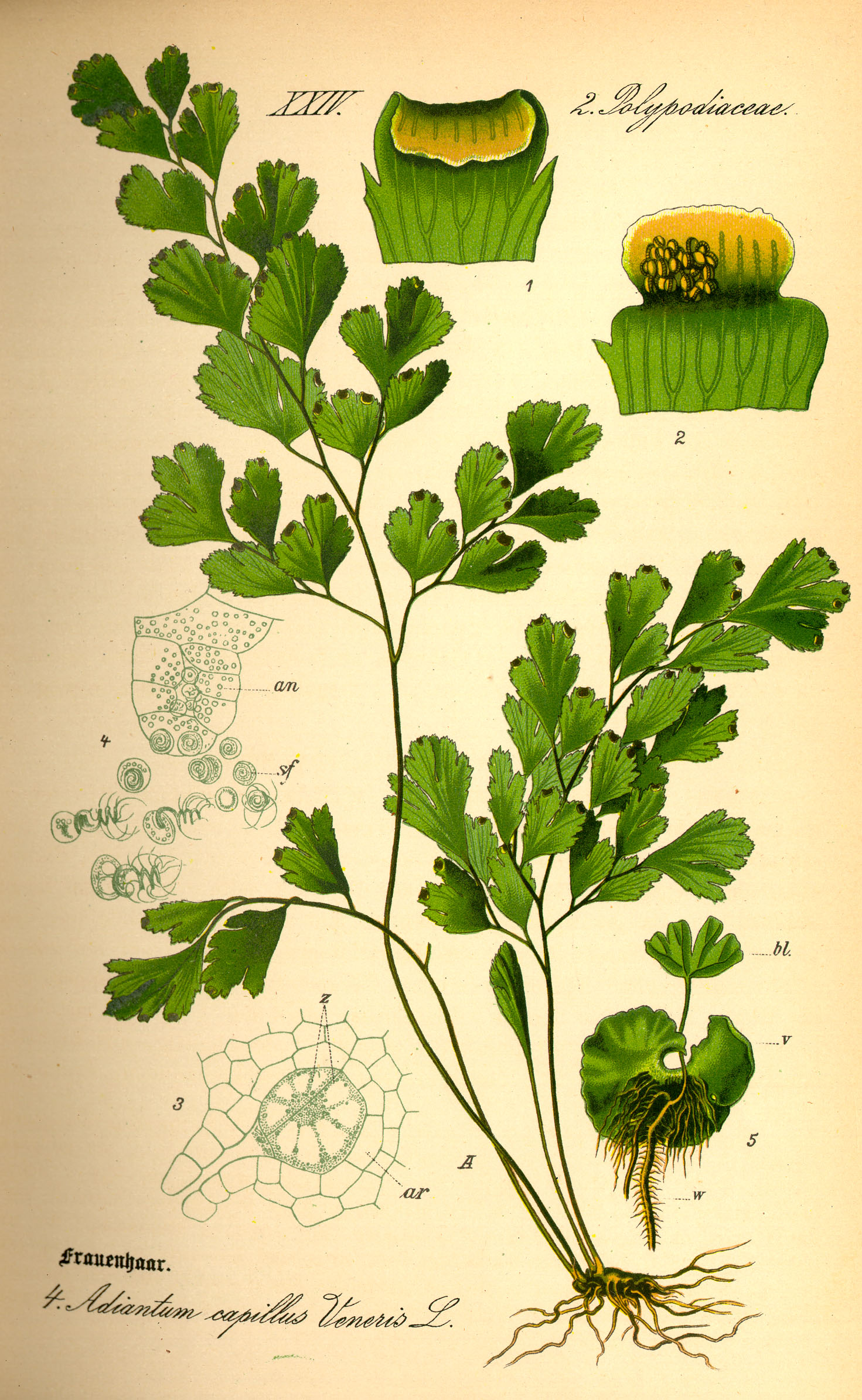
Adiantum capillus — veneris L.
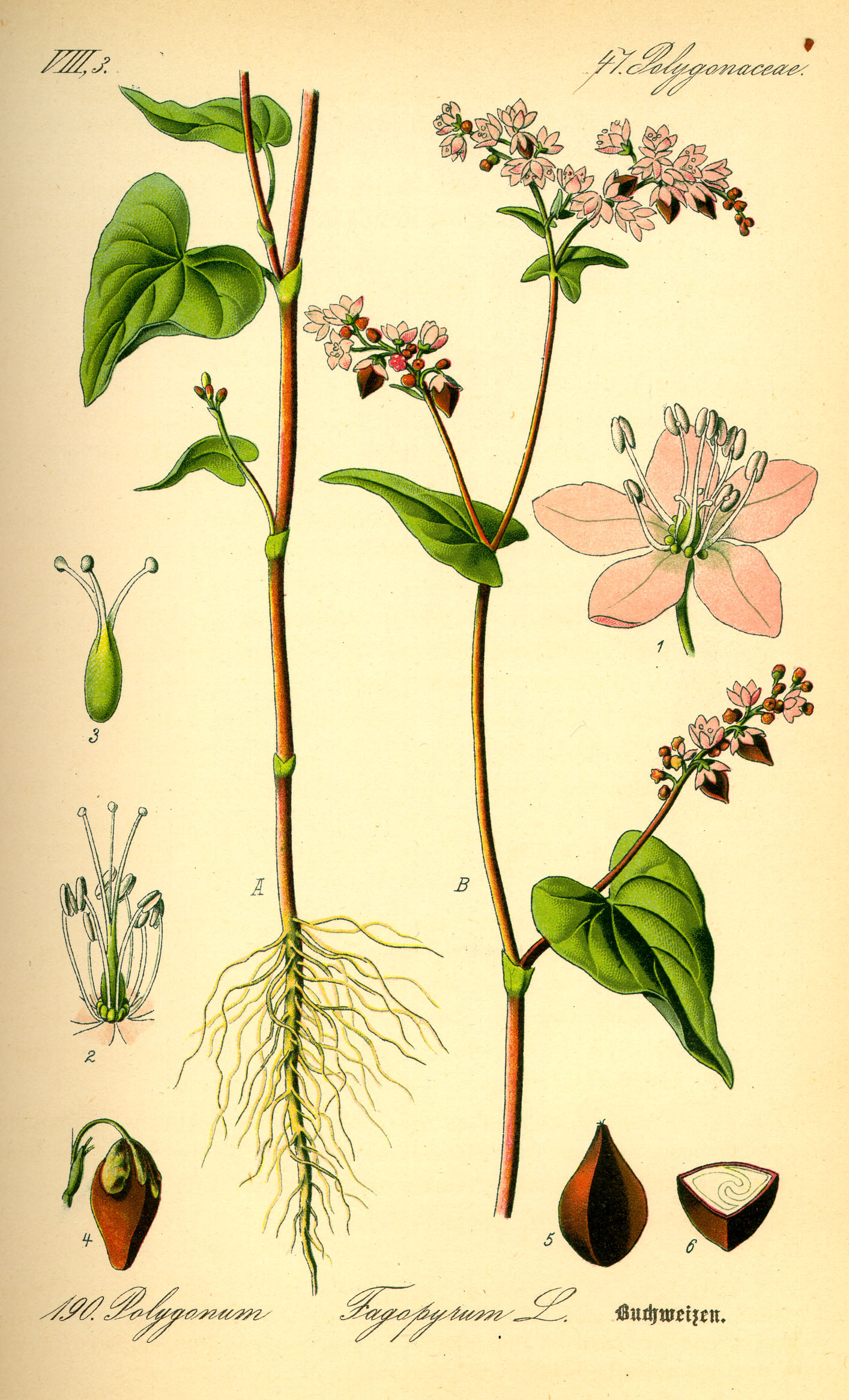
F. esculentum
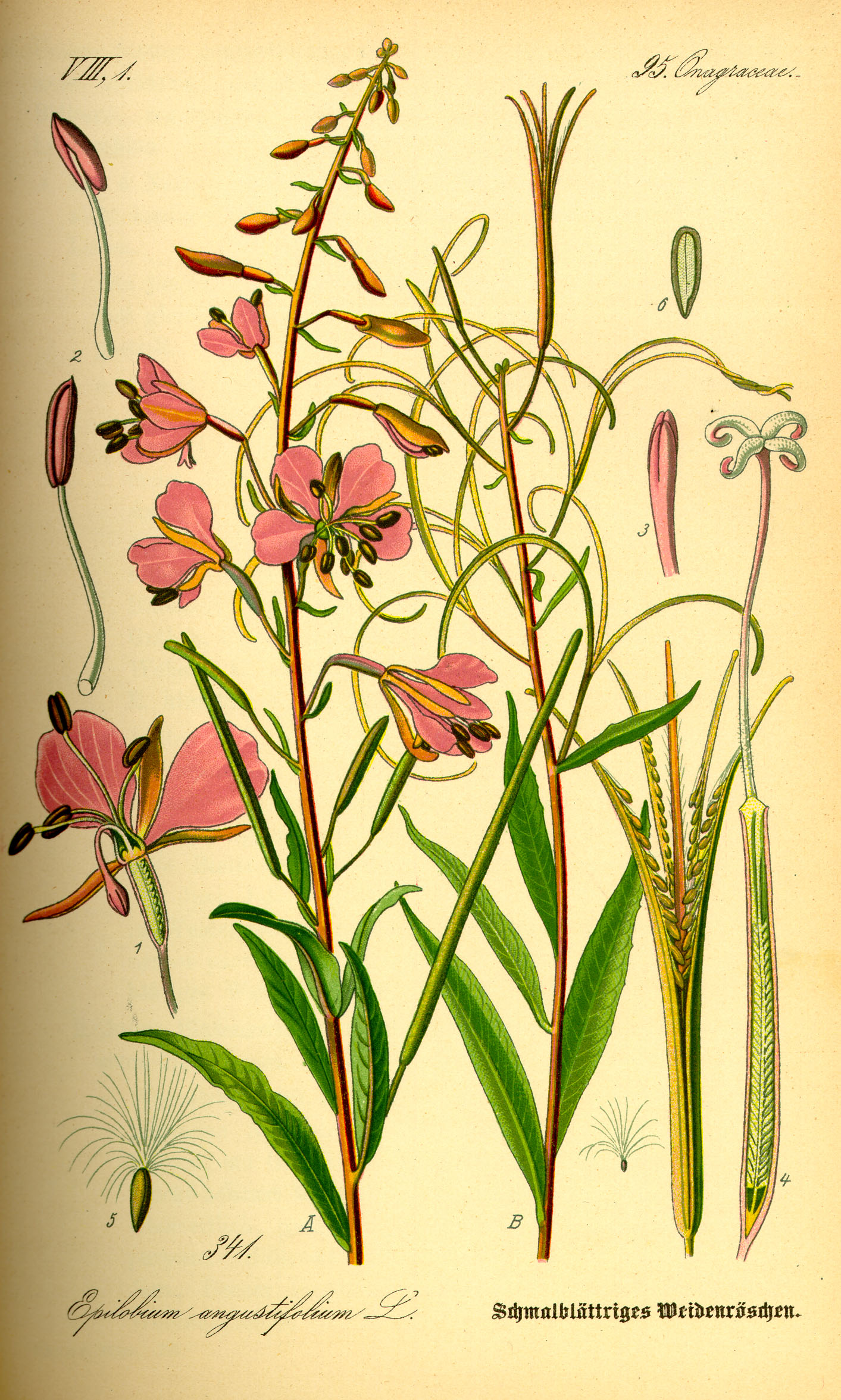
Epilobium angustifolium L.